# Салихов, Яхъя Шарапович
Яхъя Шарапович Салихов (баш. Яхъя Шәрәф улы Сәлихов; 1893—1937) — деятель башкирского национального движения.

## Биография
Салихов Яхъя Шарапович родился в 1893 году в деревне Кзыл-Мечеть Бузулукского уезда Самарской губернии (ныне Тоцкий район Оренбургской области). По национальности башкир.
В городе Бузулуке окончил реальное училище, а в 1916 году —— Ново-Александровский сельскохозяйственный институт
В 1916—1917 годах в составе русской армии принимал участие в Первой мировой войне, служил в звании подпоручика. После демобилизации работал в земстве Бузулукского уезда.
Был делегатом Всебашкирских съездов 1917 года. Во время I Всебашкирского курултая избран в качестве помощников членов исполнительного комитете Башкирского центрального национального шуро. Во время II Всебашкирского курултая среди прочих был поднять вопрос об утверждении кандидатов в депутаты Учредительного собрания и в том числе по Самарской губернии был составлен список № 4 башкир-федералистов, куда были рекомендованы X. Юмагулов и Я. Салихов. В марте 1918 года газета «Башкурдистан» сообщила следующее: «Арестованный 28 (15) февраля заведующий хозяйственным отделом Башкурдистана Салихов освобожден с условием немедленно выехать из Оренбурга. Салихов выехал в Ташкент». После взятия Оренбурга в начале июля 1918 года Оренбурга, как и другие бывшие члены Центрального шуро возвратился в город.
С августа 1918 года являлся заведующим лесным отделом, а с сентября того же года — заведующим агрономическим отделом Башкирского правительства. С марта 1919 года был представителем Башревкома при 1‑й армии РККА Восточного фронта.
В мае 1919 года принимал участие в переговорах Башревкома с Центральным мусульманским военно-революционным комиссариатом. С мая 1919 года являлся народным комиссаром финансов СНК Башкирской АССР, в то же время исполнял должность председателя Башкирского совнархоза. С сентября 1919 года работал в должности народного комиссара земледелия Башкирской АССР.
Позднее жил в Москве. В 1930-е годы работал инспектором по качеству ячменя на Ленинградском пивоваренном заводе имени Степана Разина.
Репрессирован как «башкирский националист». 14 августа 1937 года был арестован, 27 октября того же года расстрелян. Реабилитирован 18 октября 1991 года.